# Блуа, Леон
Леон Блуа (фр. Léon Bloy, 11 июля 1846, Нотр-Дам де Санилак, Дордонь — 3 ноября 1917, Бур-ла-Рен, О-де-Сен) — французский писатель, мыслитель-мистик.

## Биография
Отец - франкмасон, мать - набожная католичка. Не окончил школу, получил семейное воспитание. Рано начал писать, вел дневник, отошёл от религии. С 1864 — мелкий служащий в Париже по протекции отца. В 1868 познакомился с Барбе д’Оревильи, который вернул его в лоно католицизма и добровольным секретарем которого он стал.
Участвовал добровольцем во франко-прусской войне. Дебютировал в 1875. Публиковался в газетах и журналах, выступал как страстный полемист. Тяжело пережил кончину Барбе д’Оревильи и Вилье де Лиль Адана. В 1900-х годах сблизился с Жоржем Руо, Жаком Маритеном, композитором Жоржем Ориком.

## Творчество
Автор романов, новелл, полемических эссе, дневника, который вел на протяжении многих лет.

## Произведения

### Романы
- Le Désespéré (1887)
- La Femme pauvre (1897)

### Новеллы
- Sueur de sang (1893)
- Histoires désobligeantes (1894)

### Эссе
- La Meduse-Astruc (1875)
- Le Révélateur du globe (1884)
- Propos d’un entrepreneur de démolitions (1884)
- Un brelan d’excommunié (1889)
- Christophe Colomb devant les taureaux (1890)
- Les Funérailles du naturalisme (1891)
- Le Salut par les Juifs (1892)
- Léon Bloy devant les cochons (1894)
- La Chevalière de la mort (1896)
- Je m’accuse (1899)
- Le Fils de Louis XVI (1900)
- Exégèse des lieux communs (1902)
- Les dernière colonnes de l’Eglise (1903)
- Belluaires et porchers (1905)
- L'Épopée byzantine et Gustave Schlumberger (1906)
- Celle qui pleure (1908)
- Le Sang du pauvre (1909)
- Vie de Mélanie écrite par elle même (1912)
- Sur la tombe de Huysmans (1912)
- L'Âme de Napoléon (1912)
- Méditations dans les ténébres (1918)
- Le Symbolisme de l’apparition (1925, посмертно)

### Дневник (фрагменты)
- Le Mendiant ingrat (1898)
- Mon Journal (1904)
- Quatre ans de captivité à Cochons-sur-Marne (1905)
- L’Invendable (1911)
- Le Vieux de la Montagne (1911)
- Le Pèlerin de l’Absolu (1914)
- Au seuil de l’Apocalypse (1916)
- La Porte des Humbles (1920, посмертно)

### Дневник (полное издание)
- Journal inédit I (1892—1895), 1989
- Journal inédit II (1896—1902), 2000
- Journal inédit III, 2006

## Признание
Получил известность как глубокий католический мыслитель. Его фигура привлекла внимание Н.Бердяева, Ф.Кафки, Э. Юнгера, К.Шмитта, Х. Л.Борхеса, Г.Бёлля и др.

## Публикации на русском языке
- Кто здесь царь? Радости этого мира. Пленники Лонжюмо// Антология фантастической литературы. СПб: Амфора, 1999, с.60-67
- Кровь бедняка. Толкование общих мест. Душа Наполеона. М.: Русский путь, 2005